# Club Deportivo Tampico A.C.
El Club Deportivo Tampico A.C., también conocido como Los Jaibos, fue un club profesional de fútbol mexicano. Fue fundado el 15 de marzo de 1945, en parte famoso por su conexión con el Sindicato de Trabajadores Petroleros de la República Mexicana, uno de los más poderosos de México.
Su mayor éxito fue haber sido Campeón de Liga en la temporada 1952-53 igualando la marca de menos derrotas para un equipo campeón con solo 2 establecida por el León un año atrás, además de ser Campeón de Campeones en 1953 y Campeón de Copa en la temporada 1960-1961. Pero al final de la temporada 1981-1982, el club desciende y desaparece. Tuvo tres sedes durante su existencia, la primera siendo el Parque España (Tampico), el cual solo usarían en la temporada 1945-1946, la segunda el Estadio Tampico de 1946 a 1966, y por último, el Estadio Tamaulipas (ubicado entre los límites de los municipios de Tampico y Ciudad Madero en Tamaulipas) en el cual estuvo de 1966 hasta su descenso en 1982 y posterior sustitución por el Deportivo Social Tampico Madero.

## Historia

### Fundación
El 15 de marzo de 1945 es fundado el Club Deportivo Tampico siendo su primer presidente don Carlos González Avín, español residente en Tampico, gracias a cuyo entusiasmo se fundó el equipo y se incorporó al fútbol profesional de México en la temporada 1945-1946.
La primera junta directiva del club fue la siguiente:
- Presidente: Carlos González Avín
- Vicepresidente: Alejandro Luna
- Secretario: José Iznaola
- Tesorero: Julián Ordorica
- Prosecretario: Manuel Gómez Presmanes
- Subtesorero: Valentín Holguera Jr.
- Primer vocal: Carlos Solves
- Segundo vocal: Santiago López
- Tercer vocal: César Fernández Jr.
- Cuarto vocal: Alberto de Poo
- Quinto vocal: Ricardo Mendia

El 8 de julio de 1945 el equipo jugó un partido de fomento que determinaría si el club era aceptado en la Primera División de México, contra el Club León. Partido que terminó en una victoria 3-2 para el club tampiqueño. El primer equipo estuvo integrado por: Eduardo Delgado, Humberto Escamilla, Florencio Carranza, Ernesto Olivares, Víctor Cardín, Teódulo Azuara, Fidel Menéndez, Carlos Pego y los argentinos Juan José Sosa, Teodolindo Mourín y Ernesto "Pibe" Candia. Con José Castro, siendo el primer técnico en la historia del club.

### Primeros años: 1945-1946
El 8 de agosto de 1945, el club se unió oficialmente a la Primera División mexicana, construyendo ese mismo año el "Parque España", cancha donde llevarían a cabo sus partidos.
El primer juego oficial del equipo, se llevó a cabo en el torneo 1945-46, presentándose los "Jaibos" el domingo 19 de agosto de 1945 como local ante el Atlante perdiendo 3-10, en lo que representa la peor goleada de un equipo en su debut en primera división; Fidel Menéndez anotó el primer gol en la historia del club.
El equipo ganó su primer partido oficial el 30 de septiembre del mismo año contra el Club Atlas con marcador de 3-2, con goles de Ernesto Olivares. Ese año terminaron en el puesto 11 de 16.
| Temporada | Posición | Puntos | Partidos jugados | Ganados | Empatados | Perdidos | Goles a favor | Goles en contra | Diferencia de goles |
| --------- | -------- | ------ | ---------------- | ------- | --------- | -------- | ------------- | --------------- | ------------------- |
| 1945-46   | 13       | 21     | 30               | 9       | 3         | 18       | 61            | 97              | -36                 |

### 1946-1950
En las temporadas siguientes el equipo terminaría con los resultados siguientes:
| Temporada | Posición | Puntos | Partidos jugados | Ganados | Empatados | Perdidos | Goles a favor | Goles en contra | Diferencia de goles |
| --------- | -------- | ------ | ---------------- | ------- | --------- | -------- | ------------- | --------------- | ------------------- |
| 1946-47   | 6        | 32     | 28               | 12      | 8         | 8        | 51            | 42              | +9                  |
| 1947-48   | 7        | 27     | 28               | 11      | 5         | 12       | 62            | 64              | -2                  |
| 1948-49   | 13       | 22     | 28               | 7       | 8         | 13       | 34            | 45              | -11                 |
| 1949-50   | 9        | 24     | 26               | 8       | 8         | 10       | 43            | 47              | -4                  |

En las temporadas 1946-1947 y 1947-1948 el equipo oscilaba en la media tabla. En las siguientes temporadas el equipo jugó torneos mediocres, obteniendo el último lugar en la temporada 1948-1949 y el noveno lugar en la temporada 1949-1950.

### 1950
En la década de 1950, el equipo se ubicó en la tabla general de la misma forma en que habían estado jugando en las anteriores temporadas, ubicándose en el noveno lugar en la temporada 1950-1951 y el sexto lugar de la temporada 1951-1952.
| Temporada | Posición | Puntos | Partidos jugados | Ganados | Empatados | Perdidos | Goles a favor | Goles en contra | Diferencia de goles |
| --------- | -------- | ------ | ---------------- | ------- | --------- | -------- | ------------- | --------------- | ------------------- |
| 1950-51   | 9        | 19     | 22               | 1       | 12        | 10       | 34            | 38              | -4                  |
| 1951-52   | 6        | 23     | 22               | 9       | 5         | 8        | 43            | 37              | +6                  |

### Campeón de liga: 1952-1953
Entre las temporadas 1951-1952 y 1952-1953 el conjunto Tampiqueño, dirigido por el español Joaquín Urquiaga eslabono una cadena de 33 partidos consecutivos anotando gol, en la temporada 1952-1953 logró una racha de 13 partidos sin derrota y solo perdió 2 partidos de 22 en todo el torneo. El Tampico se coronó la noche del sábado 6 de diciembre de 1952 (penúltima jornada) venciendo al América en el puerto tamaulipeco por 1-0 con gol de Grimaldo González, obteniendo de esta manera su primer título de liga. Y Convirtiéndolo así, en el primer equipo (y único hasta la fecha) de Tamaulipas en ser campeón del máximo circuito del fútbol mexicano.
| Temporada | Posición | Puntos | Partidos jugados | Ganados | Empatados | Perdidos | Goles a favor | Goles en contra | Diferencia de goles |
| --------- | -------- | ------ | ---------------- | ------- | --------- | -------- | ------------- | --------------- | ------------------- |
| 1952-53   | 1        | 34     | 22               | 14      | 6         | 2        | 45            | 28              | +17                 |

| Campeón de Liga 1952-53 |
| ----------------------- |
|                         |
| Tampico                 |
| 1° Título               |

### Campeón de Campeones: 1952-1953
Seis meses más tarde, Tampico, al ser campeón de liga, disputaría un partido por el título de "Campeón de Campeones" el día 7 de junio de 1953, contra su similar Puebla, siendo este el campeón de Copa de la temporada 1952-53. Ganando el título de Campeón de Campeones con un 3-0 sobre el Puebla.
| 7 de junio de 1953 | Tampico                               | 3:0 (2:0) | Puebla | Estadio de la Ciudad de los Deportes, Ciudad de México |  |
|                    | González 3' · Candia 33' · Ayllón 86' |           |        |                                                        |  |

| Campeón de Campeones 1952-53 |
| ---------------------------- |
|                              |
| Tampico                      |
| 1° Título                    |

### Resto de la década y primer descenso
Tras obtener el campeonato de liga y el campeón de campeones de la temporada 1952-1953, el equipo fue de más a menos, ya que en las siguientes temporadas terminaría ubicándose en la media tabla de la liga, hasta que en la temporada 1957-58 tras perder 1-0 ante Irapuato, terminaría en la posición 14°, y con ello, aseguraba el último lugar de la competencia, tras esto, se consumaría su primer descenso a la Segunda División.
| Temporada | Posición | Puntos | Partidos jugados | Ganados | Empatados | Perdidos | Goles a favor | Goles en contra | Diferencia de goles |
| --------- | -------- | ------ | ---------------- | ------- | --------- | -------- | ------------- | --------------- | ------------------- |
| 1953-54   | 4        | 23     | 22               | 9       | 5         | 8        | 49            | 45              | +4                  |
| 1954-55   | 7        | 23     | 22               | 8       | 7         | 7        | 28            | 35              | −7                  |
| 1955-56   | 6        | 31     | 26               | 12      | 7         | 7        | 39            | 32              | +7                  |
| 1956-57   | 10       | 20     | 24               | 7       | 6         | 11       | 27            | 46              | −19                 |
| 1957-58   | 14       | 17     | 26               | 5       | 7         | 14       | 22            | 39              | −17                 |

Duro solo un año en Segunda y ascendió en 1959-1960, conquistó el título de Copa México en 1961 y volvió a descender en 1962-1963 al empatar a 1 con América. 

### Tampico Fútbol Club
Su tercera época fue a través de la compra de la franquicia del San Luis Potosí en la temporada 1977-1978, logrando llegar hasta las semifinales, donde perdió ante los Pumas de la UNAM.
En su última temporada, la de 1981-1982 disputó la "liguilla por el no descenso" ante el Atlas, ganó el juego de ida 1-0 en casa, perdió el partido de vuelta 1-0 y en el partido de desempate en el Estadio Plan de San Luis cayo 3-1, siendo el último gol de su historia anotado por el uruguayo Rubén Romeo Corbo.

## Uniformes anteriores
| 1945 (Primer uniforme) | 1960 (Primer uniforme) | 1978 (Primer uniforme) |

## Palmarés

### Títulos oficiales
| Competición nacional                           | Títulos  | Subcampeonatos    |
| ---------------------------------------------- | -------- | ----------------- |
| Primera División de México (1/0)               | 1952-53. |                   |
| Copa México (1/2)                              | 1960-61. | 1959-60, 1961-62. |
| Campeón de Campeones (1/1)                     | 1952-53. | 1960-61.          |
| Segunda División de México (1/1)               | 1958-59. | 1965-66.          |
| Copa de Segunda División (0/2)                 |          | 1958-59, 1966-67. |
| Campeón de Campeones de Segunda División (1/0) | 1958-59. |                   |

### Torneos internacionales amistosos
| Internacionales                       | País   | Títulos | Subcampeonatos |
| ------------------------------------- | ------ | ------- | -------------- |
| Trofeo Ciudad de Cáceres (1/0).       | España | 1980    |                |
| Trofeo Embotelladora de Tampico (0/1) | México |         | 1960           |
| Trofeo Ciudad de Valladolid (0/1)     | España |         | 1980           |